# Centre des jeunes, des dirigeants, des acteurs de l'économie sociale et solidaire
 (mai 2021).
Si vous disposez d'ouvrages ou d'articles de référence ou si vous connaissez des sites web de qualité traitant du thème abordé ici, merci de compléter l'article en donnant les références utiles à sa vérifiabilité et en les liant à la section « Notes et références ».
Le Centre des jeunes, des dirigeants, des acteurs de l’économie sociale et solidaire est une association française de représentation de l’économie sociale et solidaire (ESS). Créé en 1985, l'association militent pour la promotion et le développement de l'ESS dans l'économie et la société.

## Activités
Le CJDES organise des colloques, des conférences, des soirées pour diffuser les valeurs de l'ESS et permettre à ses membres de développer leur réseau.
Elle organise des formations aux valeurs et à l’histoire de l’ESS pour les salariés ou élus rejoignant les entreprises ou associations de l’économie sociale à des postes de responsabilité.

## Historique
Créé en 1985, le CJDES est membre fondateur, depuis mars 2007, d'Euclid Network.
Au milieu des années 1990, le CJDES initie et développe le bilan sociétal, un outil d'analyse extras financières à destination des entreprises et associations : valeurs citoyennes, environnementales, humaines, démocratiques… Il a été adapté en 2011 à la norme ISO 26000.
Le Bilan Sociétal est un outil participatif d'évaluation en vue de l'amélioration des pratiques. Son intérêt repose essentiellement sur le regard croisé des acteurs : les différentes parties prenantes internes et externes de l'entreprise répondent aux mêmes questions sur son fonctionnement, son activité et ses impacts.
Le 4 février, à l'occasion de ses 30 ans, le CJDES a organisé une soirée débat sur le thème « Entre renouveau économique et nouvelles formes d’engagements citoyens, où va l’ESS ? », en présence de Benoît Hamon, ancien ministre délégué à l’ESS et député des Yvelines, Miguel Urbán Crespo, eurodéputé, membre de Podemos, Luca Jahier, président du groupe III au CESE européen, Benjamin Coriat, professeur d’économie, membre du collectif des Économistes atterrés et Roger Belot, président de la Chambre Française de l’ESS.

## Actions
Depuis plusieurs années,,, le CJDES organise son université annuelle de printemps, pendant laquelle il rassemble ses adhérents et des membres de différentes entreprises, structures de l'ESS ou non, pour réfléchir et développer des analyses sur des thématiques liées à l'économie sociale.
Le CJDES a également créé plusieurs observatoires, de la gouvernance, des pratiques innovantes, des ressources humaines, pour mettre en avant les pratiques des structures de l'ESS, quelles qu'elles soient, dans ces domaines d'activités et pour favoriser leur essaimage au sein de toute la famille de l'ESS.
Les soirées "Un Parcours, un Engagement" sont aussi mises en place pour qu'un acteur de l'ESS vienne exposer son parcours professionnel et ses choix personnels,.
L'outil d'auto-diagnostic sur les discriminations et la diversité est un outil à destination des entreprises et des structures qui souhaitent obtenir un audit de leur situation sur ce thème en particulier et de trouver les moyens de pouvoir traiter correctement ces thèmes.